# Тюлин, Михаил Степанович
Михаил Степанович Тюлин (1862—1935) — русский военачальник, генерал от кавалерии, Оренбургский губернатор и наказной атаман Оренбургского казачьего войска в 1915—1917 годах.

## Биография
Православный. Из потомственных дворян.
Окончил 3-ю Санкт-Петербургскую военную гимназию (1879) и Николаевское кавалерийское училище (1881), откуда выпущен был корнетом в лейб-гвардии Кирасирский Её Величества полк.
Чины: поручик (1885), штабс-ротмистр и капитан ГШ (1889), подполковник (1894), полковник (1898), генерал-майор (1905), генерал-лейтенант (1912).
В 1889 году окончил Николаевскую академию Генерального штаба по 1-му разряду. По окончании академии был произведен в штабс-ротмистры гвардии с переименованием в капитаны Генерального штаба. Состоял старшим адъютантом штаба 2-й Кавказской казачьей дивизии (1890) и Кавказской кавалерийской дивизии (1890—1893). В 1893 году был назначен помощником инспектора классов Николаевского кавалерийского училища. В 1898 году был произведен в полковники «за отличие», а 9 апреля 1899 года назначен штаб-офицером для особых поручений при штабе 2-го кавалерийского корпуса. 13 августа 1899 года назначен начальником Новочеркасского казачьего юнкерского училища, а 9 мая 1903 года переведен на ту же должность в Тверское кавалерийское училище. 9 декабря 1904 года назначен дежурным генералом штаба Московского военного округа. 17 апреля 1905 года произведен в генерал-майоры «за отличие». 18 августа 1908 года назначен командиром 2-й бригады 1-й кавалерийской дивизии.

Полковник Тюлин.

21 мая 1912 года за отличие по службе произведен в генерал-лейтенанты с назначением начальником 7-й кавалерийской дивизии, с которой и вступил в Первую мировую войну. Был пожалован Георгиевским оружием
За то, что в боях 29 июля и 2 авг. 1914 г. под г. Сокалем и Стояновым, находясь под огнём противника и лично руководя боем, разбил и привел к полному расстройству превосходные силы противника и уничтожил средства сообщения, необходимые противнику в период его сосредоточения.
Участник Тарношинского боя в августе 1914 г.
23 ноября того же года переведен на должность начальника 2-й Кубанской казачьей дивизии, действовавшей на Северо-Западном фронте.
Отряд М. С. Тюлина - активный участник Виленской операции в августе - сентябре 1915 г.
17 сентября 1915 года назначен Оренбургским губернатором и наказным атаманом Оренбургского казачьего войска. После Февральской революции был отстранен от должности и 17 марта 1917 года зачислен в резерв чинов при штабе Кавказского, а затем Московского военного округа. 2 октября 1917 года был произведён в генералы от кавалерии с увольнением от службы по болезни с мундиром и пенсией.
После Октябрьской революции служил в РККА. С января 1919 года состоял в комиссии по разработке кавалерийских уставов при Организупре Всероглавштаба. С 1922 года был штатным преподавателем Военной академии РККА, в 1930 году преподавал в Тимирязевской академии.
Умер в 1935 году в Москве от перитонита. Похоронен на Новодевичьем кладбище вместе со своей второй супругой Евгенией Яковлевной, урождённой Гардениной (ум. 1929).
Первым браком был женат на Александре Николаевне Эгерштром (ум. 1895), дочери известного артиллериста, генерала Н. Ф. Эгерштрома, и имел от этого брака детей Николая (род. 1883), Ольгу (род. 1887) и Михаила (род. 1893). Овдовев, вступил в брак с Е. Я. Гардениной, от которой имел сына Якова (1900—1949, на Новодевичьем), искусствоведа, библиографа, генеалога.
М. С. Тюлин — автор охватывающих большую часть его жизни обширных автобиографических записок, включающих дневники периода Первой мировой войны — «Записки для моих детей и внуков», хранящихся, как и подробные записки о семье Тюлиных его сына Якова Михайловича, в Отделе рукописей РГБ.

## Награды
- Орден Святого Станислава 3-й ст. (1891);
- Орден Святой Анны 3-й ст. (1894);
- Орден Святого Станислава 2-й ст. (1896);
- Орден Святой Анны 2-й ст. (1901);
- Орден Святого Владимира 4-й ст. (1904);
- Орден Святого Владимира 3-й ст. (1906);
- Орден Святого Станислава 1-й ст. (1908);
- Орден Святой Анны 1-й ст. (6.12.1913);
- Георгиевское оружие (ВП 23.04.1915);
- Орден Святого Владимира 2-й ст. с мечами (ВП 12.06.1915);
- Орден Белого Орла с мечами (ВП 25.09.1916).